# Khái Hưng

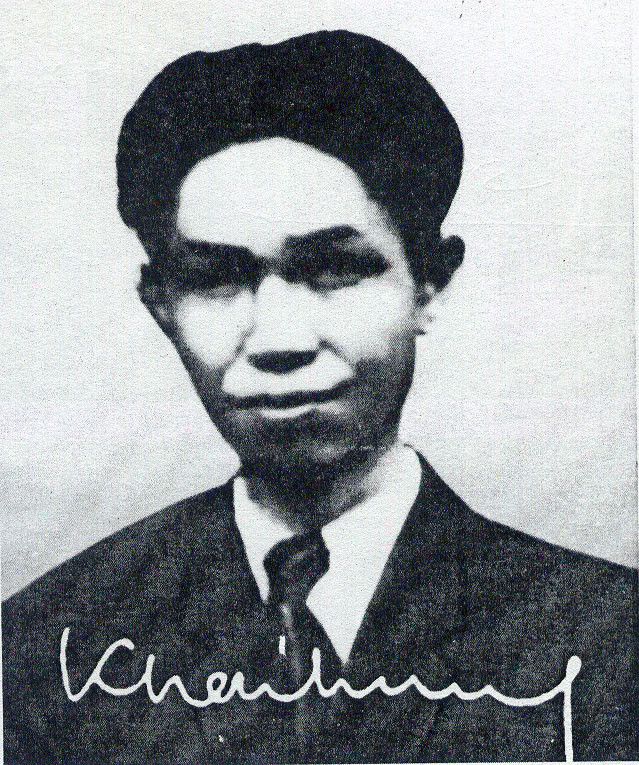
Khai Hung

Trần Khánh Giư conocido como Khái Hưng (Hải Phòng, 1896- Xuân Trường, 17 de noviembre de 1947) fue un escritor e inteletual anticomunista vietnamita.
Estudió en el Liceo Albert-Sarrut de Hanoi y fue miembro de la asociación literaria 
Tự Lực văn đoàn. 
Fue capturado en Viet Minh y más tarde ejecutado.
Su obra está muy marcada por el realismo social.

## Novelas
- Hồn bướm mơ tiên (1933)
- Ðời mưa gió (con Nhất Linh, 1933)
- Nửa Chừng Xuân (1934)
- Gánh hàng hoa (con Nhất Linh, 1934)
- Trống mái (1936)
- Gia đình (1936)
- Tiêu sơn tráng sĩ (1937)
- Thoát ly (1938)
- Hạnh (1938)
- Ðẹp (1940)
- Thanh Ðức (1942)

## Relatos
- Anh phải sống (with Nhất Linh, 1934)
- Tiếng suối reo (1935)
- Ðợi chờ (1940)
- Cái ve (1944)